# Capriccio (psicologia)

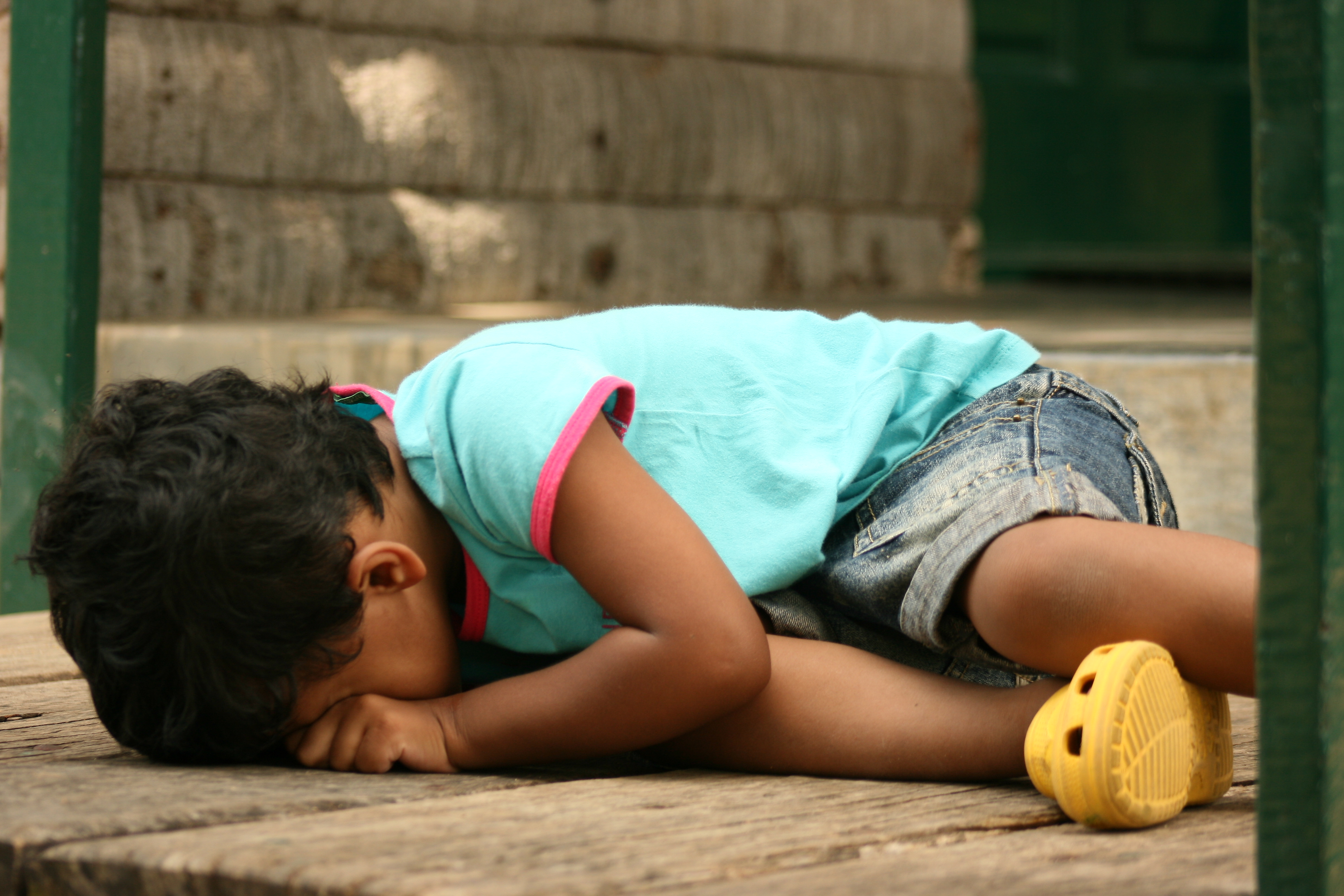
Un bambino che fa i capricci

Il capriccio (spesso declinato al plurale, i capricci) è un comportamento tipico (ma non esclusivo) dei bambini, caratterizzato da testardaggine, pianto, urla, sfida, rabbia, una resistenza ai tentativi di pacificazione, e, in alcuni casi, percosse e altri comportamenti fisicamente violenti. Il controllo fisico può essere perduto: il bambino potrebbe non essere in grado di rimanere fermo, e anche se "l'obiettivo" viene raggiunto, potrebbe non calmarsi. Un capriccio può essere espresso in una tirata: un discorso prolungato e arrabbiato, o in un lungo e insistito piagnucolio. Il capriccio è un comportamento comunicativo: perché abbia luogo è necessaria la presenza di un adulto. Esso non si attua quando il bambino è da solo.

## Nell'infanzia
I capricci sono una delle forme più comuni di comportamento problematico nei bambini piccoli, ma tendono a diminuire in frequenza e intensità man mano che il bambino cresce. Nei bambini, i capricci possono essere considerati normali, anche come indicatori dello sviluppo della forza del carattere.
Mentre gli scoppi d'ira a volte sono visti come un fattore predittivo del futuro comportamento antisociale, in un altro senso sono semplicemente un segno, appropriato all'età, di eccessiva frustrazione, e diminuiranno nel tempo, data una gestione calma e coerente. Il contenimento dei genitori, nei casi in cui un bambino non può contenere se stesso, può essere ciò che è realmente richiesto.
I capricci raggiungono il livello massimo tra i due e i quattro anni, e si ripresentano nella prima adolescenza, anche se una certa dose di provocazione nei confronti dei genitori è presente anche tra i 5 e i 12 anni.

## Disturbi intellettuali e dello sviluppo
Alcuni individui che presentano disturbi dello sviluppo come l'autismo, l'ADHD o disabilità intellettiva potrebbero essere più vulnerabili ai capricci di altri, e chiunque soffra di danni al cervello (temporanei o permanenti) può soffrire di attacchi di collera. Chiunque può essere soggetto a "bizze" di tanto in tanto, indipendentemente dal sesso o dall'età. Tuttavia, un tracollo a causa di un sovraccarico sensoriale (che anche i bambini neurotipici possono sperimentare) non è lo stesso di un capriccio.

## Psicologia

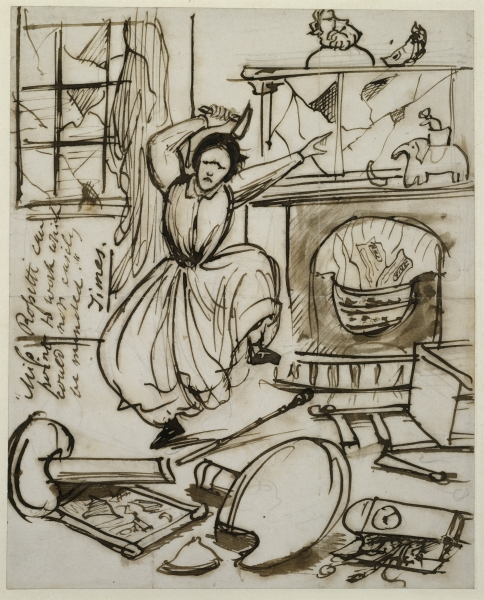
Christina Rossetti in a tantrum. Disegno di Dante Gabriele Rossetti.

Freud riteneva che lo sviluppo di accessi di collera da parte dell'uomo dei lupi fosse collegato alla sua seduzione da parte di sua sorella: divenne "scontento, irritabile e violento, si offese in ogni occasione possibile, poi si scatenò in una rabbia e urlò come un selvaggio". Freud collegava questo comportamento a un bisogno inconscio di punizione guidato da sentimenti di colpa, qualcosa che pensava potesse essere generalizzato a molti altri casi di capricci infantili.
Heinz Kohut ha sostenuto che i capricci siano espressione di rabbia narcisistica, causata da eventi contrastanti il nucleo grandioso-esibizionista del bambino. Il colpo all'immagine di sé gonfiata, quando i desideri di un bambino vengono rifiutati (per quanto giustificatamente), crea rabbia perché colpisce il sentimento di onnipotenza.
La gelosia per la nascita di un fratello e la conseguente aggressività possono anche provocare collera negativistica, poiché lo sforzo di controllare i sentimenti sovraccarica il sistema di autoregolazione del bambino.